# Flaga obwodu brzeskiego
Flaga obwodu brzeskiego przedstawia stojącego na czterech nogach żubra, barwy złotej (żółtej) na tle środkowego, czerwonego pasa. Żubr zwrócony w stronę prawą. Na fladze trzy pasy pionowe, środkowy czerwony, skrajne niebieskie, u góry pasa czerwonego dwa niebieskie zęby. Każdy z pasów niebieskich o połowę węższy od czerwonego.
Flaga obwodu brzeskiego została ustanowiona 14 września 2004 roku rozporządzeniem prezydenta Białorusi